# The Desert Scorpion
The Desert Scorpion è un film muto del 1920 diretto da Otis Thayer (con il nome Otis B. Thayer). Il regista vi interpreta il ruolo dello sceriffo: per Thayer fu l'ultima sua partecipazione a un film come attore.

## Trama
Quando un gruppo di pastori si insedia su un territorio controllato dagli allevatori di bovini, i mandriani minacciano i nuovi venuti per farli sloggiare. Al loro rifiuto, i bovari incendiano le case dei pastori. Questi, per ritorsione, organizzano una rapina in banca. Il capo dei pastori offre rifugio e protezione alla figlia dello sceriffo, incinta di uno dei mandriani che l'ha lasciata e si è fidanzato con la figlia dei re degli allevatori. Quest'ultima viene rapita dal pastore per assistere la ragazza malata. I bovari si mettono sulle tracce della giovane e, quando la trovano, pastori e allevatori finalmente si parlano e si chiariscono. La verità viene a galla: la rapina è perdonata e ritenuta un giusto compenso per le case bruciate. La figlia del re degli allevatori, venuta a conoscenza della condotta del fidanzato, accetta l'amore del capo dei pastori.

## Produzione
Il film fu prodotto dall'Art-O-Graph Film Company. Venne girato in Colorado a Denver e a Steamboat Springs.

## Distribuzione
Distribuito dall'Arrow Film Corporation e dalla Theatre Owners Corporation, il film uscì nelle sale cinematografiche USA il 15 gennaio 1920.